# Uchū shōnen Soran
Uchū shōnen Soran (宇宙少年ソラン?) è una serie anime monocroma creata da Kazuya Fukumoto e Yoshikatsu Miyakoshi.

## Trama
Il Dr. Tachibana ideò la bomba antiprotone altamente pericolosa e progettò di fuggire dalla Terra con moglie e figli per paura di essere perseguito. Sulla loro strada nello spazio, la loro nave spaziale viene quasi distrutta e solo i figli riescono a salvarsi. Il figlio viene preso da degli alieni chiamati Soran che vivono su un pianeta con una gravità 15 volte superiore alla Terra. Lo chiamano Soran come il loro pianeta e viene trasformato in un cyborg per salvargli la vita. Ritorna sulla Terra per cercare sua sorella fuggita, ma è scomparsa. Vive quindi con l'archeologo Kotsuki, sua figlia Mika e il loro scoiattolo domestico, Chappy.

## Wonder Three
Si credeva che Chappy fosse stato copiato da un personaggio che Osamu Tezuka stava in quel momento creando. Nel timore di plagio, il manga Wonder 3 di Tezuka doveva essere serializzato in Weekly Shōnen Sunday invece di Weekly Shōnen Magazine, dove già era presente Uchū shōnen Soran. Questo è in realtà chiamato "L'incidente dei Wonder Three". Chappy sembrava essere come il progetto iniziale di Bokko, che avrebbe dovuto essere uno scoiattolo; fu così cambiato in un coniglio. Anche Yoshikatsu Miyakoshi era un ex lavoratore di Tezuka. Diversi membri della Mushi Productions furono licenziati o lasciati a causa del sospetto di spionaggio industriale.